# Stadtkreis (Russland)
Ein Stadtkreis (russisch городско́й о́круг, gorodskoi okrug; Plural городски́е округа́, gorodskije okruga) ist in der Russischen Föderation eine Verwaltungseinheit im Rahmen der lokalen Selbstverwaltung, ein Typ von „munizipalen Gebilden“ (russisch munizipalnoje obrasowanije) unterhalb der Ebene der Föderationssubjekte.

## Definition
Stadtkreise wurden mit dem föderalen Gesetz Nr. 131-FS Zu den allgemeinen Organisationsprinzipien der lokalen Selbstverwaltung in der Russischen Föderation vom 6. Oktober 2003 eingeführt. Das Gesetz definiert einen Stadtkreis als „Stadtgemeinde [russisch gorodskoje posselenije], die nicht Teil eines munizipalen Rajons ist und deren Organe der lokalen Selbstverwaltung Fragen lokaler Bedeutung der Gemeinde und Fragen lokaler Bedeutung des munizipalen Rajons gemäß vorliegendem Gesetz entscheiden, und außerdem einzelne staatliche Befugnisse gemäß den föderalen Gesetzen und Gesetzen der Föderationssubjekte wahrnehmen“. Dementsprechend vereint also ein Stadtkreis die Verwaltungsebenen eines Rajons und der ihm unterstellten Stadtgemeinden (gorodskoje posselenije) und Landgemeinden (selskoje posselenije); unterhalb der Stadtkreisebene gibt es im Gegensatz zum Rajon keine weitere Ebene der lokalen Selbstverwaltung in Form von Gemeinden.
Stadtkreise umfassen eine oder mehrere Ortschaften. In den meisten Fällen ist das die gewöhnlich namensgebende Stadt oder selten eine Siedlung städtischen Typs, sowie meist weitere ländliche Ortschaften, seltener Siedlungen städtischen Typs. Die „geschlossenen Städte“ (offiziell Geschlossene administrativ-territoriale Einheiten, SATO) bilden in allen Fällen Stadtkreise, auch wenn die namensgebenden Ortschaften selbst keinen Stadtstatus oder Status einer Siedlung städtischen Typs besitzen.

## Entwicklung
Praktisch umgesetzt wurde die Einrichtung von Stadtkreisen im Rahmen der Munizipalreform ab 1. Januar 2006. Sie gingen anfangs zumeist aus vormaligen den Föderationssubjekten direkt unterstellten, somit rajonfreien Städten hervor. Später wurden auch frühere Rajons in Stadtkreise umgewandelt, damit einhergehend die Gemeinden des Rajons aufgelöst und deren Ortschaften direkt in den jeweiligen Stadtkreis eingegliedert. Dieser Prozess dauert weiter an (Stand 2014).
Stadtkreise gibt es in allen Föderationssubjekten Russlands mit Ausnahme der Städte mit Subjektstatus Moskau und Sankt Petersburg, in denen die kommunale Selbstverwaltung anders organisiert ist. In einigen, vorwiegend wenig urbanisierten Föderationssubjekten gibt es nur jeweils einen Stadtkreis, gebildet vom jeweiligen Verwaltungssitz. Die meisten Stadtkreise umfassen die Oblast Swerdlowsk (68, bei nur 5 Rajons), die Oblast Moskau (jeweils 36 Stadtkreise und Rajons) und die Oblast Sachalin (18, nur 1 Rajon). Mehr Stadtkreise als Rajons gibt es außerdem in der Oblast Murmansk (12, bei 5 Rajons) und im Autonomen Kreis der Chanten und Mansen/Jugra (13, bei 9 Rajons). Die Gesamtzahl der Stadtkreise in Russland beträgt 520 (bei 1815 Rajons; alle Angaben per 1. Januar 2014).